# Václav Meidl
Václav Meidl (* 27. května 1986, Prostějov) je český hokejový útočník. V juniorských letech začínal ve Zlíně, Třinci a Havířově. Poté se odebral do zámoří, kde působil v nižších soutěžích. V roce 2007 se vrátil do ČR a vstoupil do klubu HC Znojemští Orli. V roce 2009 přestoupil do Komety Brno.

## Hráčská kariéra
- 2001-02 HC Hamé (E-dor.)
- 2001-02 HC Oceláři Třinec (E-dor.)
- 2002-03 HC Havířov Panthers (E-dor.)

HC Havířov Panthers (E-jun.) 28
- 2002-03 HC Femax Havířov (E)
- 2003-04 Plymouth Whalers (OHL)
- 2004-05 Plymouth Whalers (OHL)
- 2005-06 Plymouth Whalers (OHL)

Saginaw Spirit (OHL)
- 2006-07 Oshawa Generals (OHL)

HC Znojemští orli (E)
HC Olomouc (1. liga)
- 2007-08 HC Znojemští orli (E)

HC Olomouc (1. liga)
- 2008-09 HC Znojemští orli (E)

HC Olomouc (1. liga)
- 2009-10 HC Kometa Brno (E)
- 2009-10 Orli Znojmo
- Celkem v Extralize: 126 zápasů, 10 gólů, 12 přihrávek, 22 bodů a 135 trestných minut. (ke konci sezony 2008/2009).[2]